# Парламент Јужне Осетије
Парламент Јужне Осетије је највише представничко тело и носилац уставотворне и законодавне власти у Јужној Осетији. Једнодоман је и састоји се од 34 посланика.